# Jüdischer Friedhof (Birstein)

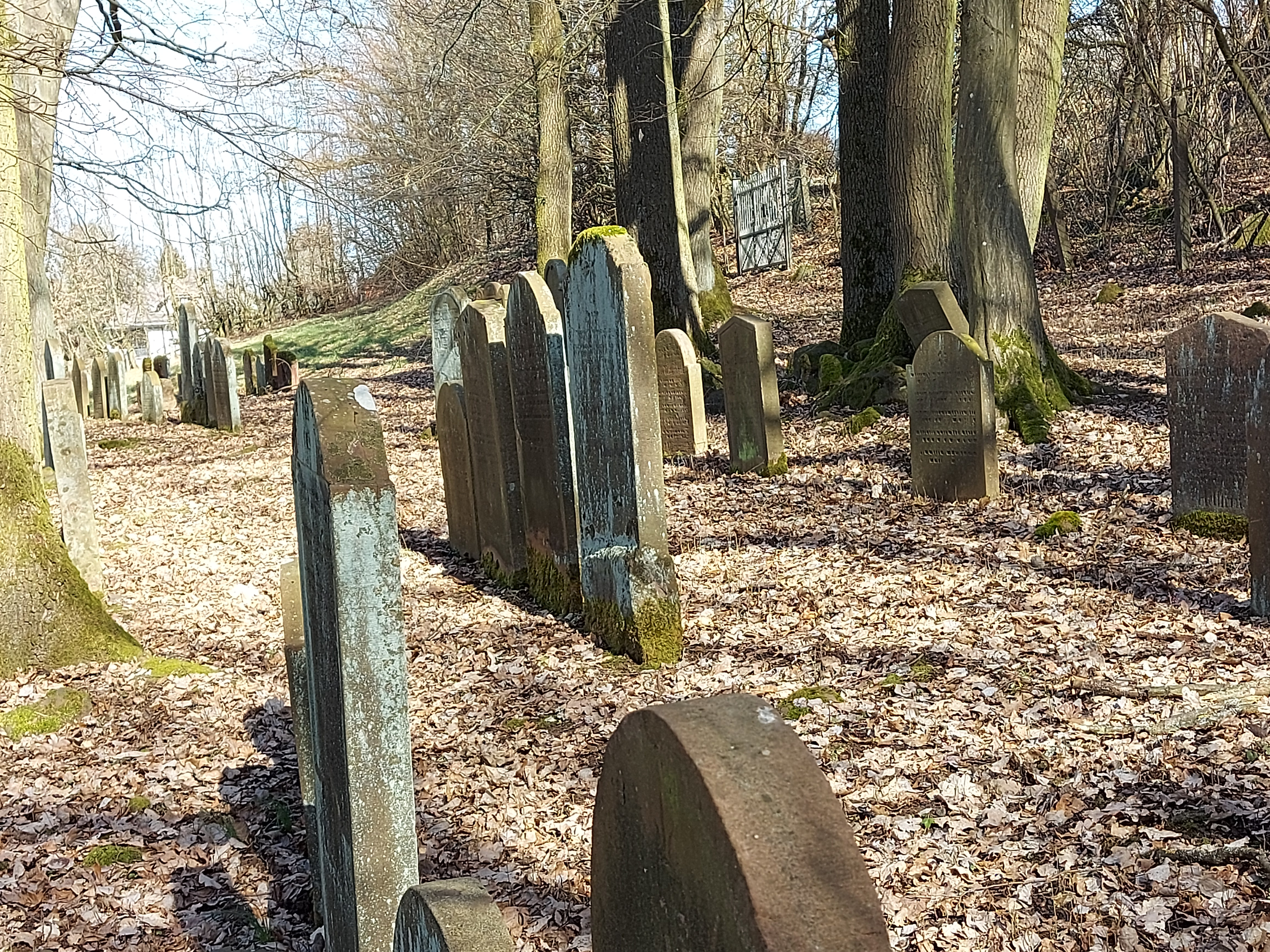
Jüdischer Friedhof in Birstein (2021)

Der Jüdische Friedhof Birstein ist ein Friedhof in der Gemeinde Birstein im Main-Kinzig-Kreis in Hessen.

## Anlage
Der 4426 m² große jüdische Friedhof liegt an der Straße/am Weg Zehntefeld. Es sind 432 Grabsteine vorhanden, die aus den Jahren 1740 bis 1936 stammen. Die Inschriften sind fast ausschließlich in hebräischer Sprache verfasst, was als Hinweis auf eine orthodoxe Gemeinde gewertet wird.
Auf dem Friedhof wurden außer den jüdischen Bewohnern Birsteins auch Juden aus Unterreichenbach, Hellstein, Lichenroth, Kirchbracht, Fischborn und Schlierbach beigesetzt.